# Simenglasögonfågel
Simenglasögonfågel (Zosterops poliogastrus) är en fågel i familjen glasögonfåglar inom ordningen tättingar.

## Utseende och läte
Simenglasögonfågel är en liten och spetsnäbbad sångarlik fågel. Noterbart är gul strupe och en bred vit ring runt ögat. Undersidan är grå. Arten liknar abessinglasögonfågeln, men har generellt bredare ögonring. Vanligaste lätet är ett ljust och stigande skaller, medan sången består av en dämpad och pratig serie.

## Utbredning och systematik
Simenglasögonfågeln förekommer i sydöstra Sudan, Eritrea samt norra, centrala och östra Etiopien. Den behandlas som monotypisk, det vill säga att den inte delas in i några underarter. Tidigare inkluderades kaffaglasögonfågeln (Z. kaffensis) i arten, men denna har urskilts som egen art baserat på genetiska och dräktsmässiga skillnader. Längre tillbaka inkluderades även kikuyuglasögonfågeln (Z. kikuyuensis), mbuluglasögonfågeln (mbuluensis), kilimanjaroglasögonfågeln (eurycricotus), taitaglasögonfågeln (sylvanus) och pareglasögonfågeln (winifredae) i arten. DNA-studier visar att arterna inte är varandras närmaste släktingar.

## Levnadssätt
Simenglasögonfågel hittas i bergsskogar samt lummiga trädgårdar och buskmarker. Den ses vanligen i mycket aktiva flockar.

## Status
Internationella naturvårdsunionen IUCN kategoriserar arten som livskraftig.